# 1. Fußball-Club Köln 01/07 1970-1971
Questa voce raccoglie le informazioni riguardanti il 1. Fußball-Club Köln 01/07 nelle competizioni ufficiali della stagione 1970-1971.

## Stagione
Nella stagione 1970-1971 il Colonia, allenato da Ernst Ocwirk, concluse il campionato di Bundesliga all'11º posto. In Coppa di Germania il Colonia perse la finale con il Bayern Monaco. In Coppa delle Fiere il Colonia fu eliminato in semifinale dalla Juventus.

## Rosa
| N. |                     | Ruolo | Calciatore          |
| -- | ------------------- | ----- | ------------------- |
|    | Germania (bandiera) | P     | Manfred Manglitz    |
|    | Serbia (bandiera)   | P     | Milutin Šoškić      |
|    | Germania (bandiera) | D     | Werner Biskup       |
|    | Germania (bandiera) | D     | Manfred Classen     |
|    | Germania (bandiera) | D     | Bernd Cullmann      |
|    | Germania (bandiera) | D     | Mathias Hemmersbach |
|    | Germania (bandiera) | D     | Kurt Kowalski       |
|    | Germania (bandiera) | D     | Wolfgang Weber      |
|    | Germania (bandiera) | C     | Heinz Flohe         |

| N. |                     | Ruolo | Calciatore         |
| -- | ------------------- | ----- | ------------------ |
|    | Germania (bandiera) | C     | Jupp Kapellmann    |
|    | Germania (bandiera) | C     | Hans-Jürgen Lex    |
|    | Germania (bandiera) | C     | Wolfgang Overath   |
|    | Germania (bandiera) | C     | Heinz Simmet       |
|    | Germania (bandiera) | A     | Wolfgang John      |
|    | Germania (bandiera) | A     | Hannes Löhr        |
|    | Austria (bandiera)  | A     | Thomas Parits      |
|    | Germania (bandiera) | A     | Bernd Rupp         |
|    | Germania (bandiera) | A     | Karl-Heinz Thielen |

## Organigramma societario
Area tecnica
- Allenatore: Ernst Ocwirk
- Allenatore in seconda:
- Preparatore dei portieri:
- Preparatori atletici:

## Calciomercato

### Sessione estiva
| Acquisti | Acquisti        | Acquisti             | Acquisti |
| R.       | Nome            | da                   | Modalità |
| -------- | --------------- | -------------------- | -------- |
| A        | Wolfgang John   | Tasmania Berlino     |          |
| C        | Jupp Kapellmann | Alemannia Aquisgrana |          |
| A        | Thomas Parits   | Austria Vienna       |          |

| Cessioni | Cessioni         | Cessioni         | Cessioni |
| R.       | Nome             | a                | Modalità |
| -------- | ---------------- | ---------------- | -------- |
| P        | Rolf Birkhölzer  | Hessen Kassel    |          |
| D        | Peter Blusch     | Kaiserslautern   |          |
| C        | Bernhard Hermes  | Wuppertal        |          |
| A        | Heinz Hornig     | Daring Bruxelles |          |
| D        | Fritz Pott       | SpVg Frechen 20  |          |
| C        | Wolfgang Riemann | Norimberga       |          |
| A        | Carl-Heinz Rühl  | Daring Bruxelles |          |
| C        | Werner Thelen    | Werder Brema     |          |

## Risultati

### Bundesliga

#### Girone di andata
| Arbitro: | Heckeroth |

|             |           |          |
| Schmidt 25’ | Marcatori | 85’ Löhr |

| Arbitro: | Regely |

|                                  |           |           |
| Simmet 15’ Cullmann 22’ Löhr 63’ | Marcatori | 19’ Erler |

| Duisburg 28 ottobre 1970, ore 20:00 CET 3ª giornata | Duisburg | 0 – 0 referto | Colonia | Wedaustadion (13 000 spett.)\| Arbitro: \| Boe \| |
| Arbitro:                                            | Boe      |               |         |                                                   |

| Arbitro: | Schäfer |

|                      |           |              |
| Parits 34’ Flohe 70’ | Marcatori | 74’ Weidmann |

| Arbitro: | Tschenscher |

|                                |           |                 |
| Patzke 51’ Brungs 55’ Horr 78’ | Marcatori | 48’, 73’ Parits |

| Arbitro: | Aldinger |

|                            |           |                         |
| Rupp 28’ Biskup 87’ (rig.) | Marcatori | 68’ Weist 77’ Weinkauff |

| Arbitro: | Schröck |

|                     |           |  |
| Jung 4’ Lippens 72’ | Marcatori |  |

| Colonia 26 settembre 1970, ore 15:30 CET 8ª giornata | Colonia | 0 – 0 referto | Eintracht Francoforte | Müngersdorfer Stadion (15 500 spett.)\| Arbitro: \| Biwersi \| |
| Arbitro:                                             | Biwersi |               |                       |                                                                |

| Arbitro: | Horstmann |

|           |           |          |
| Fevre 48’ | Marcatori | 19’ Rupp |

| Arbitro: | Geng |

|                        |           |  |
| Rupp 43’, 89’ Löhr 57’ | Marcatori |  |

| Arbitro: | Seiler |

|                      |           |  |
| Keller 16’ Bertl 90’ | Marcatori |  |

| Arbitro: | Betz |

|                     |           |  |
| Rupp 81’ Parits 83’ | Marcatori |  |

| Kaiserslautern 31 ottobre 1970, ore 15:30 CET 13ª giornata | Kaiserslautern | 0 – 0 referto | Colonia | Betzenbergstadion (32 000 spett.)\| Arbitro: \| Wengenmayer \| |
| Arbitro:                                                   | Wengenmayer    |               |         |                                                                |

| Arbitro: | Basedow |

|  |           |                                    |
|  | Marcatori | 61’ Müller 75’ Roth 85’ Brenninger |

| Arbitro: | Herden |

|                  |           |              |
| Kobluhn 58’, 61’ | Marcatori | 6’, 37’ Rupp |

| Arbitro: | Frickel |

|                          |           |  |
| Hemmersbach 73’ Rupp 88’ | Marcatori |  |

| Arbitro: | Horstmann |

|                                        |           |          |
| Kremers 20’, 57’ Gecks 47’ Winkler 85’ | Marcatori | 80’ Löhr |

#### Girone di ritorno
| Arbitro: | Geng |

|          |           |             |
| Rupp 39’ | Marcatori | 44’ Höttges |

| Arbitro: | Riegg |

|                               |           |          |
| Deppe 70’ Erler 85’ Ulsaß 87’ | Marcatori | 35’ Löhr |

| Arbitro: | Wengenmayer |

|                      |           |               |
| Löhr 13’ Thielen 67’ | Marcatori | 17’ Kentschke |

| Arbitro: | Herden |

|         |           |                        |
| Haug 9’ | Marcatori | 11’ Overath 54’ Parits |

| Arbitro: | Schäfer |

|                                    |           |                    |
| Thielen 44’, 54’ Biskup 77’ (rig.) | Marcatori | 63’ Varga 76’ Horr |

| Dortmund 5 marzo 1971, ore 20:00 CET 23ª giornata | Borussia Dortmund | 0 – 0 referto | Colonia | Stadio Rote Erde (13 000 spett.)\| Arbitro: \| Hennig \| |
| Arbitro:                                          | Hennig            |               |         |                                                          |

| Arbitro: | Frickel |

|                                       |           |                         |
| Overath 58’ Hemmersbach 63’ Flohe 80’ | Marcatori | 45’ Lippens 83’ Peitsch |

| Arbitro: | Redelfs |

|              |           |          |
| Grabowski 4’ | Marcatori | 19’ Löhr |

| Arbitro: | Schulenburg |

|                        |           |                        |
| Weber 9’ Rupp 14’, 37’ | Marcatori | 7’ Heynckes 57’ Köppel |

| Arbitro: | Frickel |

|                      |           |  |
| Nogly 23’ Schulz 88’ | Marcatori |  |

| Arbitro: | Linn |

|  |           |            |
|  | Marcatori | 44’ Keller |

| Arbitro: | Seiler |

|           |           |  |
| Braun 59’ | Marcatori |  |

| Arbitro: | Berner |

|           |           |                              |
| Flohe 23’ | Marcatori | 25’ Rademacher 87’ Ackermann |

| Arbitro: | Schäfer |

|                                                                                     |           |  |
| Thielen 21’ (aut.) Breitner 41’ Schneider 51’, 72’ Hoeneß 78’ Müller 81’ Mrosko 84’ | Marcatori |  |

| Arbitro: | Herden |

|                         |           |                                                 |
| Kapellmann 14’ Rupp 31’ | Marcatori | 20’ Ohm 35’, 51’ (rig.) Kobluhn 73’ Krauthausen |

| Arbitro: | Niemann |

|                         |           |                      |
| Libuda 82’ Rüssmann 85’ | Marcatori | 48’ Overath 66’ Rupp |

| Arbitro: | Biwersi |

|                                           |           |                      |
| Overath 28’ Löhr 58’ Thielen 79’ Rupp 81’ | Marcatori | 3’ Kraft 38’ Kremers |

### Coppa di Germania
| Arbitro: | Meuser |

|                     |           |                                             |
| Böhni 36’ Wolny 47’ | Marcatori | 15’, 71’ Löhr 26’ Simmet 58’ Rupp 80’ Weber |

| Arbitro: | Ohmsen |

|            |           |                                      |
| Nickel 36’ | Marcatori | 33’, 51’ Flohe 41’ Parits 50’ Simmet |

| Arbitro: | Regely |

|                   |           |  |
| Rupp 62’ Löhr 88’ | Marcatori |  |

| Arbitro: | Aldinger |

|                      |           |                                   |
| Scheer 7’ Libuda 17’ | Marcatori | 47’ Overath 70’ Thielen 75’ Flohe |

| Arbitro: | Biwersi |

|                                |           |          |
| Beckenbauer 53’ Schneider 102’ | Marcatori | 13’ Rupp |

### Coppa delle Fiere
| Arbitro: | van der Kroft |

|                                              |           |             |
| Parits 26’ Thielen 35’ Rupp 47’, 70’ Lex 82’ | Marcatori | 69’ Pierron |

| Arbitro: | Göppel |

|                      |           |  |
| Dellamore 87’ (rig.) | Marcatori |  |

| Arbitro: | Bucheli |

|             |           |                |
| Mariani 20’ | Marcatori | 25’, 46’ Flohe |

| Arbitro: | Geluck |

|                   |           |  |
| Biskup 33’ (rig.) | Marcatori |  |

| Arbitro: | Mladenović |

|  |           |                  |
|  | Marcatori | 8’ (aut.) Dobiaš |

| Arbitro: | Minnoy |

|                                            |           |  |
| Biskup 33’ (rig.) Hemmersbach 59’ Rupp 72’ | Marcatori |  |

| Arbitro: | Zsolt |

|                          |           |             |
| McLintock 24’ Storey 69’ | Marcatori | 44’ Thielen |

| Arbitro: | Petrea |

|                  |           |  |
| Biskup 4’ (rig.) | Marcatori |  |

| Arbitro: | Bucheli |

|             |           |             |
| Thielen 87’ | Marcatori | 37’ Bettega |

| Arbitro: | Machin |

|                         |           |  |
| Capello 2’ Anastasi 84’ | Marcatori |  |

## Statistiche

### Statistiche di squadra
| Competizione      | Punti | In casa | In casa | In casa | In casa | In casa | In casa | In trasferta | In trasferta | In trasferta | In trasferta | In trasferta | In trasferta | Totale | Totale | Totale | Totale | Totale | Totale | DR  |
| Competizione      | Punti | G       | V       | N       | P       | Gf      | Gs      | G            | V            | N            | P            | Gf           | Gs           | G      | V      | N      | P      | Gf     | Gs     | DR  |
| ----------------- | ----- | ------- | ------- | ------- | ------- | ------- | ------- | ------------ | ------------ | ------------ | ------------ | ------------ | ------------ | ------ | ------ | ------ | ------ | ------ | ------ | --- |
| Bundesliga        | 33    | 17      | 10      | 3       | 4       | 33      | 24      | 17           | 1            | 8            | 8            | 13           | 32           | 34     | 11     | 11     | 12     | 46     | 56     | -10 |
| Coppa di Germania | -     | 1       | 1       | 0       | 0       | 2       | 0       | 4            | 3            | 0            | 1            | 13           | 7            | 5      | 4      | 0      | 1      | 15     | 7      | +8  |
| Coppa delle Fiere | -     | 5       | 4       | 1       | 0       | 11      | 2       | 5            | 2            | 0            | 3            | 4            | 6            | 10     | 6      | 1      | 3      | 15     | 8      | +7  |
| Totale            | 33    | 23      | 15      | 4       | 4       | 46      | 26      | 26           | 6            | 8            | 12           | 30           | 45           | 49     | 21     | 12     | 16     | 76     | 71     | +5  |

### Andamento in campionato
| Giornata  | 1 | 2 | 3 | 4 | 5 | 6 | 7 | 8 | 9 | 10 | 11 | 12 | 13 | 14 | 15 | 16 | 17 | 18 | 19 | 20 | 21 | 22 | 23 | 24 | 25 | 26 | 27 | 28 | 29 | 30 | 31 | 32 | 33 | 34 |
| --------- | - | - | - | - | - | - | - | - | - | -- | -- | -- | -- | -- | -- | -- | -- | -- | -- | -- | -- | -- | -- | -- | -- | -- | -- | -- | -- | -- | -- | -- | -- | -- |
| Luogo     | T | C | T | C | T | C | T | C | T | C  | T  | C  | T  | C  | T  | C  | T  | C  | T  | C  | T  | C  | T  | C  | T  | C  | T  | C  | T  | C  | T  | C  | T  | C  |
| Risultato | N | V | N | V | P | N | P | N | N | V  | P  | V  | N  | P  | N  | V  | P  | N  | P  | V  | V  | V  | N  | V  | N  | V  | P  | P  | P  | P  | P  | P  | N  | V  |
| Posizione | 9 | 1 | 3 | 5 | 7 | 8 | 9 | 8 | 8 | 7  | 9  | 7  | 6  | 9  | 7  | 6  | 7  | 7  | 10 | 8  | 6  | 6  | 6  | 6  | 6  | 6  | 6  | 6  | 7  | 9  | 10 | 11 | 11 | 11 |

Legenda:

Luogo: C = Casa; T = Trasferta. Risultato: V = Vittoria; N = Pareggio; P = Sconfitta.

### Statistiche dei giocatori
| Giocatore      | Bundesliga | Bundesliga | Bundesliga  | Bundesliga | Coppa di Germania | Coppa di Germania | Coppa di Germania | Coppa di Germania | Coppa delle Fiere | Coppa delle Fiere | Coppa delle Fiere | Coppa delle Fiere | Totale   | Totale | Totale      | Totale     |
| Giocatore      | Presenze   | Reti       | Ammonizioni | Espulsioni | Presenze          | Reti              | Ammonizioni       | Espulsioni        | Presenze          | Reti              | Ammonizioni       | Espulsioni        | Presenze | Reti   | Ammonizioni | Espulsioni |
| -------------- | ---------- | ---------- | ----------- | ---------- | ----------------- | ----------------- | ----------------- | ----------------- | ----------------- | ----------------- | ----------------- | ----------------- | -------- | ------ | ----------- | ---------- |
| W. Biskup      | 27         | 2          | 0           | 1          | 5                 | 0                 | 0                 | 0                 | 10                | 3                 | 0                 | 0                 | 42       | 5      | 0           | 1          |
| M. Classen     | 3          | 0          | 0           | 0          | 1                 | 0                 | 0                 | 0                 | 2                 | 0                 | 0                 | 0                 | 6        | 0      | 0           | 0          |
| B. Cullmann    | 19         | 1          | 0           | 0          | 2                 | 0                 | 0                 | 0                 | 7                 | 0                 | 0                 | 0                 | 28       | 1      | 0           | 0          |
| H. Flohe       | 32         | 3          | 0           | 0          | 5                 | 3                 | 0                 | 0                 | 9                 | 2                 | 0                 | 0                 | 46       | 8      | 0           | 0          |
| M. Hemmersbach | 33         | 2          | 0           | 0          | 5                 | 0                 | 0                 | 0                 | 9                 | 1                 | 0                 | 0                 | 47       | 3      | 0           | 0          |
| W. John        | 1          | 0          | 0           | 0          | 0                 | 0                 | 0                 | 0                 | 1                 | 0                 | 0                 | 0                 | 2        | 0      | 0           | 0          |
| J. Kapellmann  | 27         | 1          | 0           | 0          | 5                 | 0                 | 0                 | 0                 | 8                 | 0                 | 0                 | 0                 | 40       | 1      | 0           | 0          |
| K. Kowalski    | 9          | 0          | 0           | 0          | 0                 | 0                 | 0                 | 0                 | 5                 | 0                 | 0                 | 0                 | 14       | 0      | 0           | 0          |
| H. Lex         | 6          | 0          | 0           | 0          | 2                 | 0                 | 0                 | 0                 | 3                 | 1                 | 0                 | 0                 | 11       | 1      | 0           | 0          |
| H. Löhr        | 24         | 8          | 0           | 0          | 4                 | 3                 | 0                 | 0                 | 6                 | 0                 | 0                 | 0                 | 34       | 11     | 0           | 0          |
| M. Manglitz    | 31         | 0          | 0           | 0          | 4                 | 0                 | 0                 | 0                 | 9                 | 0                 | 0                 | 0                 | 44       | 0      | 0           | 0          |
| W. Overath     | 26         | 4          | 0           | 0          | 5                 | 1                 | 0                 | 0                 | 6                 | 0                 | 0                 | 0                 | 37       | 5      | 0           | 0          |
| T. Parits      | 29         | 5          | 0           | 0          | 3                 | 1                 | 0                 | 0                 | 8                 | 1                 | 0                 | 0                 | 40       | 7      | 0           | 0          |
| B. Rupp        | 30         | 14         | 0           | 0          | 5                 | 3                 | 0                 | 0                 | 10                | 3                 | 0                 | 0                 | 45       | 20     | 0           | 0          |
| H. Simmet      | 34         | 1          | 0           | 0          | 5                 | 2                 | 0                 | 0                 | 10                | 0                 | 0                 | 0                 | 49       | 3      | 0           | 0          |
| K. Thielen     | 29         | 4          | 0           | 0          | 4                 | 1                 | 0                 | 0                 | 8                 | 3                 | 0                 | 0                 | 41       | 8      | 0           | 0          |
| W. Weber       | 33         | 1          | 0           | 0          | 5                 | 1                 | 0                 | 0                 | 9                 | 0                 | 0                 | 0                 | 47       | 2      | 0           | 0          |
| M. Šoškić      | 4          | 0          | 0           | 0          | 1                 | 0                 | 0                 | 0                 | 1                 | 0                 | 0                 | 0                 | 6        | 0      | 0           | 0          |